# Gabriella Monteduro
Gabriella Monteduro (Torino, 6 febbraio 1970) è un'ex pattinatrice di short track italiana.

## Carriera
Ai XV Giochi olimpici invernali di Calgary 1988, assieme alle compagne di squadra Maria Rosa Candido, Cristina Sciolla e Barbara Mussio, conquistò la medaglia d'oro nella staffetta 3000 m di short track. Questa specialità del pattinaggio su ghiaccio era stata ammessa per la prima volta alle olimpiadi invernali come sport dimostrativo.
Con le stesse compagne l'anno prima aveva ottenuto il bronzo nella staffetta 3000 m ai Campionati mondiali di Montréal.
Anche ai Campionati mondiali di Sydney vinse la medaglia di bronzo assieme a Maria Rosa Candido, Cristina Sciolla e Ketty La Torre, sempre nella staffetta 3000 m di short track.

## Palmarès

### Olimpiadi
- 1 oro (staffetta 3000 m femminile a Calgary 1988)

### Mondiali
- 1 bronzo (staffetta 3000 m femminile a Montreal 1987)
- 1 bronzo (staffetta 3000 m femminile a Sydney 1991)